# Antuszewa Gora
Antuszewa Gora (ros. Антушева Гора) – wieś w Rosji, w rejonie totemskim obwodu wołogodzkiego. W 2010 r. liczyła 6 mieszkańców.